# Wiltrud Urselmann
Wiltrud Urselmann (Krefeld, 12 maggio 1942) è un'ex nuotatrice tedesca.

## Carriera
Nel 1957 fu nominata Sportiva tedesca dell'anno per i suoi successi nazionali. Ha poi vinto una medaglia di bronzo nei 200 metri rana ai Campionati europei di nuoto del 1958.
Il 6 giugno 1960 ha stabilito un nuovo record mondiale nello stesso evento (2:50.2), battendo il record precedente di Anita Lonsbrough.
Due mesi dopo, nella finale delle Olimpiadi estive di Roma 1960, alle quali partecipò in rappresentanza della Squadra Unificata Tedesca, nuotò ancora più veloce (2:50.0), ma fu battuta negli ultimi 25 metri dalla stessa Lonsbrough (2:49.5), ottenendo, comunque, la medaglia d'argento olimpica.
Urselmann ha anche gareggiato alle Olimpiadi estive del 1964 ma con il tempo di 2:53.2 non è riuscita a raggiungere la fase finale.

## Palmarès
- Giochi olimpici estivi

Roma 1960: argento nei 200m rana.
- Europei

Budapest 1958: bronzo nei 200m rana.